# Manuel Jacinto Vieira de Morais
Manuel Jacinto Vieira de Morais (Santo Amaro, 12 de setembro de 1852 — 1935) foi um político brasileiro.
Abolicionista, foi senador durante a República, presidente da Câmara Municipal de São Paulo e deputado federal.